# Calamocha
Calamocha település Spanyolországban, Teruel tartományban. Calamocha Bañón, Fuentes Claras, Torralba de los Sisones, Tornos, Burbáguena, Ferreruela de Huerva, Lagueruela, Bea, Fonfría, Teruel, Torrecilla del Rebollar, Barrachina és Cosa községekkel határos. Lakosainak száma 4542 fő (2024).

## Népesség
A település népessége az utóbbi években az alábbiak szerint változott:
| Lakosok száma | 4074 | 4256 | 4563 | 4776 | 4579 | 4469 | 4353 | 4339 | 4485 | 4542 |
|               | 2001 | 2004 | 2007 | 2009 | 2012 | 2014 | 2017 | 2019 | 2022 | 2024 |